# 安格拉赫爾劍
安格拉赫爾劍（辛達林：Anglachel「燃星之鐵」），亦即是古山格（Gurthang）是托爾金（J. R. R. Tolkien）奇幻小說的虛構武器。
據精靈寶鑽（The Silmarillion）所說，安格拉赫爾劍（辛達林語解作星之鐵）是黑暗精靈伊歐（Eöl）以黑鐵石鑄造兩把劍的其中一柄。據說安格拉赫爾劍可劈開任何鐵石。安格拉赫爾劍是一柄有意識及有少量自我意識的劍。伊歐以精神鍛造的武器可與費諾（Fëanor）的精靈寶鑽及力量之戒匹敵。在某些途徑下，安格拉赫爾劍可與索倫的至尊魔戒（One Ring）產生共鳴。
伊歐將安格拉赫爾劍交給埃盧·庭葛（Elu Thingol），以換取離開，返回艾莫斯谷森林（Nan Elmoth）居住。伊歐依然持有另一寶劍安格烏雷爾（Anguirel）。後來，埃盧·庭葛將安格拉赫爾劍交給畢烈格（Beleg）。埃盧·庭葛的妻子美麗安（Melian）對安格拉赫爾劍作出預言：
「這柄劍含有怨念，當中包含鑄造者的黑心腸，它不會被輕易駕馭，也不會被你長期擁有。」
畢烈格不將安格拉赫爾劍放入劍鞘內，據聞此劍會發出「高興」的聲音。
圖林·圖倫拔（Túrin Turambar）在阿蒙茹斯（Amon Rûdh）被半獸人捕獲後，畢烈格追蹤半獸人，畢烈格殺了半獸人守衛，潛入半獸人營地。當畢烈格正想斬開圖林的枷鎖時，安格拉赫爾劍突然攻擊圖林，圖林驚醒，以為半獸人要來折磨他，他奪下安格拉赫爾劍，並殺了畢烈格。當他知道他誤殺了好友後，他為此感到非常悲傷。
圖林和葛溫多（Gwindor）一起來到納國斯隆德（Nargothrond），圖林將此劍交給鐵匠重鑄，易名為古山格（辛達林語：Gurthang「死亡鐵劍」），劍緣發出蒼白的光芒。圖林和納國斯隆德精靈一起參與多次戰役，驅逐半獸人。
格勞龍（Glaurung）告訴他的妻子妮諾爾（Nienor）原來是他的妹妹，妮諾爾自殺，圖林亦以此劍自殺。圖林在死前說道：
「哈，古山格！除了那些駕馭過你的手，你不認也不忠於任何人。沒有任何鮮血能令你退縮。因此，你會想要圖林·圖倫拔的命，給我痛快一死嗎？」
那漆黑的劍鋒響起一個冰冶的聲音說：「是的，我會高興暢飲你的血，如此我就為我主人畢烈格及布蘭迪爾所流的血伸了冤。我會讓你痛快而死。」
曼督斯（Mandos）預言，當最後一戰來臨時，圖林會再次執起古山格，發動與魔苟斯（Morgoth）的最終一役，擊敗邪惡。
另外，《卡萊瓦拉》（Kalevala）的庫勒沃（Kullervo）的下場和圖林很相似，他亦在和他有亂倫關係的妹妹死後以類似的方法自殺，也在死前跟劍刃對話。

## 引用
1. ↑  Schaaf（2012年），第109页
2. ↑  Tolkien（2012年），Chapter 20: Of the Fifrh Battle: Nirnaeth Arnoediad
3. ↑  Lewis & Currie（2002年），第90页
4. ↑  Forest-Hill（2008年），第184页